# Петерис Сіполнієкс
Петеріс Сіполнієкс (латис. Pēteris Sīpolnieks; 14 червня 1913, Якобштадт, Російська імперія; нині Екабпілс, Латвія — 1 березня 1984, Рига, Латвія) — латвійський органіст і педагог.

## Життєпис
В 1945 році закінчив Латвійську консерваторію за класом Ніколайса Ванадзіньша (орган). З 1947 року — директор Музичного училища імені Язепа Мединьша в Ризі, з 1949 року — заступник директора, а в 1958—1962 роках — директор Музичної школи імені Емілса Дарзіньша. У 1960 року організував симфонічний оркестр учнів музичних шкіл Риги.
З 1962 року — соліст Латвійської філармонії. Гастролював у таких містах: Москва, Санкт-Петербург, Вільнюс, Таллінн, Мінськ, Тбілісі, Єреван, Баку, Ташкент та інші. Пропагував органну музику латиських композиторів.
- 1956 — Медаль «За трудову відзнаку»
- 1967 — Заслужений артист Латвійської РСР